# Subterenochiton bednalli
Subterenochiton bednalli är en blötdjursart som först beskrevs av Torr 1912.  Subterenochiton bednalli ingår i släktet Subterenochiton och familjen Ischnochitonidae. Inga underarter finns listade i Catalogue of Life.